# Eisschnelllauf-Mehrkampfeuropameisterschaft 2010

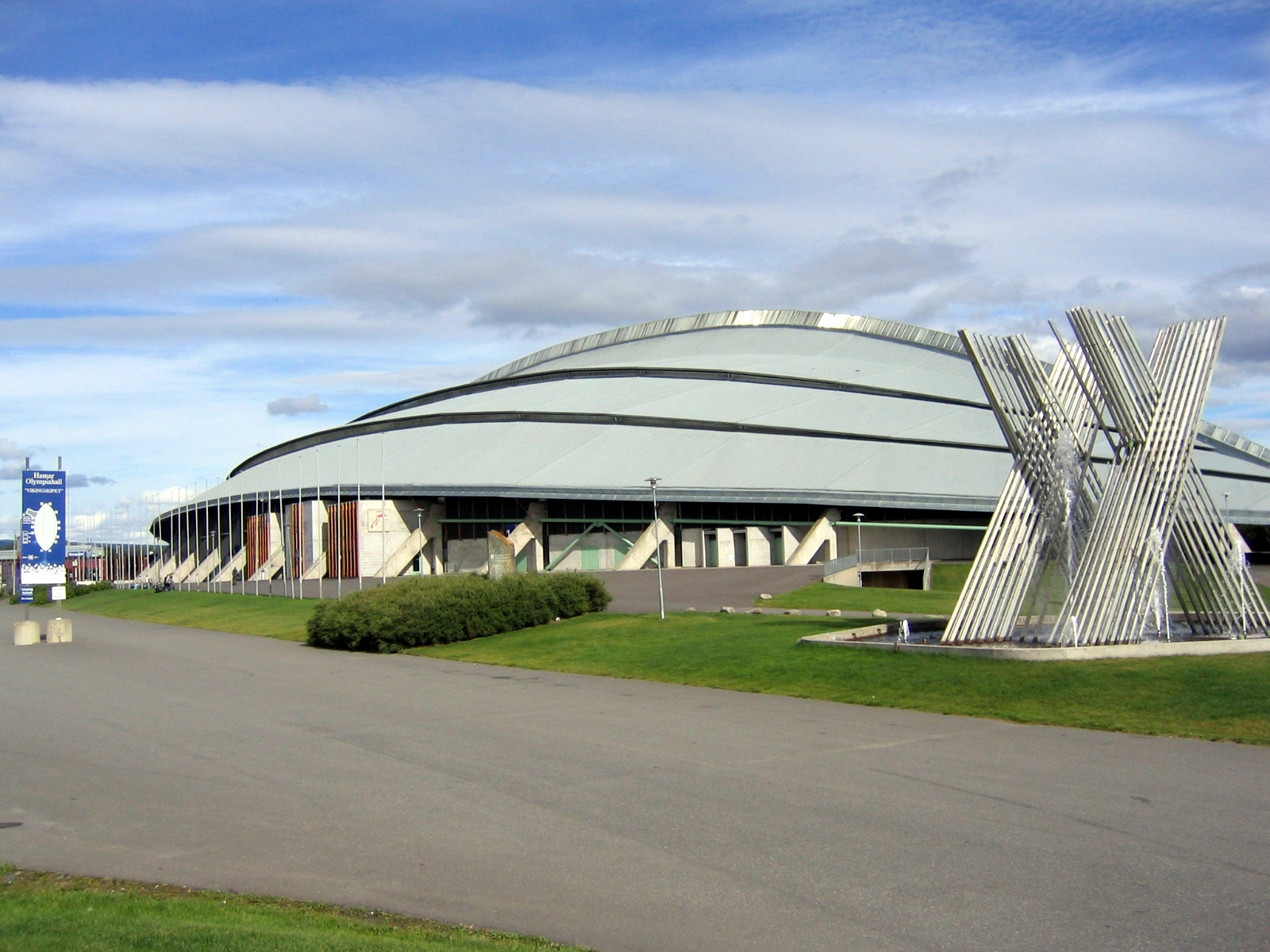
Vikingskipet – das "Wikingerschiff" in Hamar

Die 106. Eisschnelllauf-Mehrkampfeuropameisterschaft (35. der Frauen) wurde vom 9. bis 10. Januar 2010 im norwegischen Hamar ausgetragen.

## Teilnehmende Nationen
- 58 Sportler aus 20 Nationen nahmen daran teil

| Teilnehmende Nationen (Frauen/Männer)                                                                    | Teilnehmende Nationen (Frauen/Männer)                                                                         | Teilnehmende Nationen (Frauen/Männer)                                                |
| --- | --- | ------------------------------------------------------------------------------------ |
| Österreich (1/1) Belgien (0/1) Belarus (1/1) Tschechien (2/1) Dänemark (1/) Spanien (0/1) Finnland (0/1) | Frankreich (0/2) Deutschland (4/3) Ungarn (1/0) Italien (0/2) Lettland (0/1) Niederlande (4/4) Norwegen (3/4) | Polen (3/2) Rumänien (1/1) Russland (3/3) Schweiz (0/1) Schweden (1/3) Ukraine (1/0) |

## Wettbewerb
Bei der Mehrkampfeuropameisterschaft geht es über jeweils vier Distanzen. Die Frauen laufen 500, 3000, 1500 und 5000 Meter und die Männer 500, 5000, 1500 und 10.000 Meter. Jede gelaufene Einzelstreckenzeit wird in Sekunden auf 500 Meter heruntergerechnet und addiert. Die Summe ergibt die Gesamtpunktzahl. Die zwölf besten Frauen und Männer nach drei Strecken werden für die letzte Distanz zugelassen. Meister wird, wer nach vier Strecken die niedrigste Gesamtpunktzahl erlaufen hat.

### Frauen

#### Endstand Kleiner Vierkampf
- Zeigt die zwölf Finalteilnehmerinnen über 5000 Meter
  - Die Zahl in Klammern gibt die Platzierung je Einzelstrecke an, fett gedruckt die jeweils Schnellste.

| Rang | Name                     | 500 Meter/Pkt. | 3000 Meter   | Pkt.   | 1500 Meter   | Pkt.   | 5000 Meter   | Pkt.   | Gesamt- punkte |
| ---- | ------------------------ | -------------- | ------------ | ------ | ------------ | ------ | ------------ | ------ | -------------- |
| 1    | Martina Sáblíková        | 40,45 (7)      | 4:03,09 (1)  | 40,515 | 1:59,75 (3)  | 39,917 | 6:59,44 (1)  | 41,944 | 162,825        |
| 2    | Ireen Wüst               | 39,77 (4)      | 4:08,40 (2)  | 41,400 | 1:59,08 (1)  | 39,693 | 7:13,41 (5)  | 43,341 | 164,204        |
| 3    | Daniela Anschütz-Thoms   | 40,74 (10)     | 4:09,27 (4)  | 41,545 | 1:59,57 (2)  | 39,857 | 7:12,02 (3)  | 43,202 | 165,343        |
| 4    | Jekaterina Lobyschewa    | 39,81 (5)      | 4:14,75 (8)  | 42,458 | 2:00,08 (6)  | 40,027 | 7:27,02 (8)  | 44,702 | 166,996        |
| 5    | Maren Haugli             | 41,67 (18)     | 4:09,49 (5)  | 41,582 | 2:01,67 (10) | 40,577 | 7:12,81 (4)  | 43,281 | 167,088        |
| 6    | Diane Valkenburg         | 40,77 (11)     | 4:11,80 (6)  | 41,967 | 2:00,80 (7)  | 40,267 | 7:21,61 (6)  | 44,161 | 167,163        |
| 7    | Jorien Voorhuis          | 40,83 (12)     | 4:13,69 (7)  | 42,282 | 2:01,78 (11) | 40,593 | 7:22,43 (7)  | 44,243 | 167,947        |
| 8    | Jekaterina Sjikhova      | 39,56 (2)      | 4:20,74 (18) | 43,457 | 1:59,77 (4)  | 39,923 | 7:35,83 (11) | 45,583 | 168,522        |
| 9    | Karolína Erbanová        | 39,54 (1)      | 4:19,93 (17) | 43,322 | 2:00,05 (5)  | 40,017 | 7:36,65 (12) | 45,665 | 168,542        |
| 10   | Stephanie Beckert        | 43,43 (26)     | 4:08,76 (3)  | 41,460 | 2:03,76 (19) | 41,253 | 7:04,55 (2)  | 42,455 | 168,598        |
| 11   | Katarzyna Bachleda-Curuś | 40,59 (9)      | 4:17,45 (12) | 42,908 | 2:00,98 (8)  | 40,327 | 7:33,58 (10) | 45,358 | 169,182        |
| 12   | Paulien van Deutekom     | 40,43 (6)      | 4:15,20 (9)  | 42,533 | 2:03,60 (18) | 41,200 | 7:30,65 (9)  | 45,065 | 169,228        |

#### 500 Meter
| Platz | Name                     | Land        | Zeit/Punkte |
| ----- | ------------------------ | ----------- | ----------- |
| 1     | Karolína Erbanová        | Tschechien  | 39,54       |
| 2     | Jekaterina Sjikhova      | Russland    | 39,56       |
| 3     | Hege Bøkko               | Norwegen    | 39,76       |
| 4     | Ireen Wüst               | Niederlande | 39,77       |
| 5     | Jekaterina Lobyschewa    | Russland    | 39,81       |
| 6     | Paulien van Deutekom     | Niederlande | 40,43       |
| 7     | Martina Sáblíková        | Tschechien  | 40,45       |
| 8     | Ida Njåtun               | Norwegen    | 40,58       |
| 9     | Katarzyna Bachleda-Curuś | Polen       | 40,59       |
| 10    | Daniela Anschütz-Thoms   | Deutschland | 40,74       |
|       |                          |             |             |
| 15    | Isabell Ost              | Deutschland | 41,32       |
| 16    | Anna Rokita              | Österreich  | 41,33       |
| 20    | Katrin Mattscherodt      | Deutschland | 42,03       |
| 26    | Stephanie Beckert        | Deutschland | 43,43       |

#### 3000 Meter
| Platz | Name                   | Land        | Zeit    | Punkte |
| ----- | ---------------------- | ----------- | ------- | ------ |
| 1     | Martina Sáblíková      | Tschechien  | 4:03,09 | 40,515 |
| 2     | Ireen Wüst             | Niederlande | 4:08,40 | 41,400 |
| 3     | Stephanie Beckert      | Deutschland | 4:08,76 | 41,460 |
| 4     | Daniela Anschütz-Thoms | Deutschland | 4:09,27 | 41,545 |
| 5     | Maren Haugli           | Norwegen    | 4:09,49 | 41,582 |
| 6     | Diane Valkenburg       | Niederlande | 4:11,80 | 41,967 |
| 7     | Jorien Voorhuis        | Niederlande | 4:13,69 | 42,282 |
| 8     | Jekaterina Lobyschewa  | Russland    | 4:14,75 | 42,458 |
| 9     | Paulien van Deutekom   | Niederlande | 4:15,20 | 42,533 |
| 10    | Anna Rokita            | Österreich  | 4:15,89 | 42,648 |
|       |                        |             |         |        |
| 14    | Katrin Mattscherodt    | Deutschland | 4:18,31 | 43,052 |
| 19    | Isabell Ost            | Deutschland | 4:21,07 | 43,512 |

#### 1500 Meter
| Platz | Name                     | Land        | Zeit    | Punkte |
| ----- | ------------------------ | ----------- | ------- | ------ |
| 1     | Ireen Wüst               | Niederlande | 1:59,08 | 39,693 |
| 2     | Daniela Anschütz-Thoms   | Deutschland | 1:59,57 | 39,857 |
| 3     | Martina Sáblíková        | Tschechien  | 1:59,75 | 39,917 |
| 4     | Jekaterina Sjikhova      | Russland    | 1:59,77 | 39,923 |
| 5     | Karolína Erbanová        | Tschechien  | 2:00,05 | 40,017 |
| 6     | Jekaterina Lobyschewa    | Russland    | 2:00,08 | 40,027 |
| 7     | Diane Valkenburg         | Niederlande | 2:00,80 | 40,267 |
| 8     | Katarzyna Bachleda-Curuś | Polen       | 2:00,98 | 40,327 |
| 9     | Luiza Złotkowska         | Polen       | 2:01,41 | 40,470 |
| 10    | Maren Haugli             | Norwegen    | 2:01,67 | 40,557 |
|       |                          |             |         |        |
| 15    | Anna Rokita              | Österreich  | 2:02,58 | 40,860 |
| 16    | Isabell Ost              | Deutschland | 2:02,63 | 40,877 |
| 17    | Katrin Mattscherodt      | Deutschland | 2:03,60 | 41,200 |
| 19    | Stephanie Beckert        | Deutschland | 2:03,76 | 41,253 |

#### 5000 Meter
| Platz | Name                     | Land        | Zeit    | Punkte |
| ----- | ------------------------ | ----------- | ------- | ------ |
| 1     | Martina Sáblíková        | Tschechien  | 6:59,44 | 41,944 |
| 2     | Stephanie Beckert        | Deutschland | 7:04,55 | 42,455 |
| 3     | Daniela Anschütz-Thoms   | Deutschland | 7:12,02 | 43,202 |
| 4     | Maren Haugli             | Norwegen    | 7:12,81 | 43,281 |
| 5     | Ireen Wüst               | Niederlande | 7:13,41 | 43,341 |
| 6     | Diane Valkenburg         | Niederlande | 7:21,61 | 44,161 |
| 7     | Jorien Voorhuis          | Niederlande | 7:22,43 | 44,243 |
| 8     | Jekaterina Lobyschewa    | Russland    | 7:27,02 | 44,702 |
| 9     | Paulien van Deutekom     | Niederlande | 7:30,65 | 45,065 |
| 10    | Katarzyna Bachleda-Curuś | Polen       | 7:33,58 | 45,358 |

### Männer

#### Endstand Großer Vierkampf
- Zeigt die zwölf Finalteilnehmer über 10.000 Meter

| Rang | Name                | 500 Meter/Pkt. | 5000 Meter   | Pkt.   | 1500 Meter   | Pkt.   | 10.000 Meter  | Pkt.   | Gesamt- punkte |
| ---- | ------------------- | -------------- | ------------ | ------ | ------------ | ------ | ------------- | ------ | -------------- |
| 1    | Sven Kramer         | 36,60 (4)      | 6:19,78 (1)  | 37,978 | 1:47,05 (2)  | 35,683 | 13:19,32 (1)  | 39,966 | 150,227        |
| 2    | Enrico Fabris       | 36,64 (5)      | 6:22,44 (2)  | 38,244 | 1:46,37 (1)  | 35,457 | 13:28,72 (3)  | 40,436 | 150,776        |
| 3    | Iwan Skobrew        | 36,76 (9)      | 6:28,27 (6)  | 38,827 | 1:47,82 (3)  | 35,940 | 13:33,02 (5)  | 40,651 | 152,178        |
| 4    | Alexis Contin       | 37,30 (13)     | 6:25,70 (3)  | 38,570 | 1:49,27 (8)  | 36,423 | 13:25,77 (2)  | 40,289 | 152,581        |
| 5    | Jan Blokhuijsen     | 36,66 (7)      | 6:27,95 (4)  | 38,795 | 1:50,33 (17) | 36,777 | 13:31,12 (4)  | 40,556 | 152,787        |
| 6    | Wouter Olde Heuvel  | 37,07 (11)     | 6:32,76 (8)  | 39,276 | 1:48,31 (4)  | 36,103 | 13:45,60 (7)  | 41,280 | 153,729        |
| 7    | Henrik Christiansen | 37,81 (21)     | 6:30,40 (7)  | 39,040 | 1:49,25 (7)  | 36,417 | 13:41,17 (6)  | 41,058 | 154,324        |
| 8    | Renz Rotteveel      | 37,30 (13)     | 6:33,89 (9)  | 39,389 | 1:49,57 (13) | 36,523 | 13:50,03 (9)  | 41,501 | 154,713        |
| 9    | Konrad Niedźwiedzki | 36,07 (1)      | 6:40,83 (16) | 40,083 | 1:48,67 (5)  | 36,223 | 14:08,75 (10) | 42,438 | 154,813        |
| 10   | Sverre Haugli       | 38,19 (23)     | 6:28,21 (5)  | 38,821 | 1:50,13 (16) | 36,710 | 13:45,80 (8)  | 41,290 | 155,011        |
| 11   | Schweden            | 36,65 (6)      | 6:38,77 (13) | 39,877 | 1:48,74 (6)  | 36,247 | 14:13,68 (11) | 42,684 | 155,457        |
| 12   | Matteo Anesi        | 36,52 (2)      | 6:43,13 (18) | 40,313 | 1:49,37 (10) | 36,457 | 14:26,47 (12) | 43,324 | 156,612        |

#### 500 Meter
| Platz | Name                | Land        | Zeit/Punkte |
| ----- | ------------------- | ----------- | ----------- |
| 1     | Konrad Niedźwiedzki | Polen       | 36,07       |
| 2     | Matteo Anesi        | Italien     | 36,52       |
| 3     | Daniel Friberg      | Schweden    | 36,56       |
| 4     | Sven Kramer         | Niederlande | 36,60       |
| 5     | Enrico Fabris       | Italien     | 36,64       |
| 6     | Joel Eriksson       | Schweden    | 36,65       |
| 7     | Jan Blokhuijsen     | Niederlande | 36,66       |
| 8     | Robert Lehmann      | Deutschland | 36,70       |
| 9     | Iwan Skobrew        | Russland    | 36,76       |
| 10    | Zbigniew Bródka     | Polen       | 36,86       |
|       |                     |             |             |
| 16    | Christian Pichler   | Österreich  | 37,47       |
| 22    | Patrick Beckert     | Deutschland | 37,89       |
| 25    | Marco Weber         | Deutschland | 38,60       |
| 29    | Jan Caflisch        | Schweiz     | 40,75       |

#### 5000 Meter
| Platz | Name                  | Land        | Zeit    | Punkte |
| ----- | --------------------- | ----------- | ------- | ------ |
| 1     | Sven Kramer           | Niederlande | 6:19,78 | 37,978 |
| 2     | Enrico Fabris         | Italien     | 6:22,44 | 38,244 |
| 3     | Alexis Contin         | Frankreich  | 6:25,70 | 38,570 |
| 4     | Jan Blokhuijsen       | Niederlande | 6:27,95 | 38,795 |
| 5     | Sverre Haugli         | Norwegen    | 6:28,21 | 38,821 |
| 6     | Iwan Skobrew          | Russland    | 6:28,27 | 38,827 |
| 7     | Henrik Christiansen   | Norwegen    | 6:30,40 | 39,040 |
| 8     | Wouter Olde Heuvel    | Niederlande | 6:32,76 | 39,276 |
| 9     | Renz Rotteveel        | Niederlande | 6:33,89 | 39,389 |
| 10    | Fredrik van der Horst | Norwegen    | 6:34,50 | 39,450 |
|       |                       |             |         |        |
| 15    | Marco Weber           | Deutschland | 6:40,38 | 40,038 |
| 17    | Robert Lehmann        | Deutschland | 6:40,84 | 40,084 |
| 19    | Patrick Beckert       | Deutschland | 6:44,63 | 40,463 |
| 27    | Christian Pichler     | Österreich  | 6:58,06 | 41,806 |
| 30    | Jan Caflisch          | Schweiz     | 7:09,18 | 42,918 |

#### 1500 Meter
| Platz | Name                | Land        | Zeit    | Punkte |
| ----- | ------------------- | ----------- | ------- | ------ |
| 1     | Enrico Fabris       | Italien     | 1:46,37 | 35,457 |
| 2     | Sven Kramer         | Niederlande | 1:47,05 | 35,683 |
| 3     | Iwan Skobrew        | Russland    | 1:47,82 | 35,940 |
| 4     | Wouter Olde Heuvel  | Niederlande | 1:48,31 | 36,103 |
| 5     | Konrad Niedźwiedzki | Polen       | 1:48,67 | 36,223 |
| 6     | Joel Eriksson       | Schweden    | 1:48,74 | 36,247 |
| 7     | Henrik Christiansen | Norwegen    | 1:49,25 | 36,417 |
| 8     | Alexis Contin       | Frankreich  | 1:49,27 | 36,423 |
| 9     | Haralds Silovs      | Lettland    | 1:49,34 | 36,447 |
| 10    | Matteo Anesi        | Italien     | 1:49,37 | 36,457 |
|       |                     |             |         |        |
| 12    | Robert Lehmann      | Deutschland | 1:49,55 | 36,517 |
| 20    | Christian Pichler   | Österreich  | 1:52,14 | 37,380 |
| 24    | Marco Weber         | Deutschland | 1:52,80 | 37,600 |
| 25    | Patrick Beckert     | Deutschland | 1:52,86 | 37,620 |
| 29    | Jan Caflisch        | Schweiz     | 1:59,47 | 39,973 |

#### 10.000 Meter
| Platz | Name                | Land        | Zeit     | Punkte |
| ----- | ------------------- | ----------- | -------- | ------ |
| 1     | Sven Kramer         | Niederlande | 13:19,32 | 39,966 |
| 2     | Alexis Contin       | Frankreich  | 13:25,77 | 40,289 |
| 3     | Enrico Fabris       | Italien     | 13:28,72 | 40,436 |
| 4     | Jan Blokhuijsen     | Niederlande | 13:31,12 | 40,556 |
| 5     | Iwan Skobrew        | Russland    | 13:33,02 | 40,651 |
| 6     | Henrik Christiansen | Norwegen    | 13:41,17 | 41,058 |
| 7     | Wouter Olde Heuvel  | Niederlande | 13:45,60 | 41,290 |
| 8     | Sverre Haugli       | Norwegen    | 13:45,80 | 41,290 |
| 9     | Renz Rotteveel      | Niederlande | 13:50,03 | 41,501 |
| 10    | Konrad Niedźwiedzki | Polen       | 14:08,75 | 42,438 |